# Secret Treaties
Secret Treaties, ett musikalbum av hårdrocksgruppen Blue Öyster Cult släppt i april 1974 på Columbia Records. Albumet räknas ofta som höjdpunkten i rockbandets karriär. Det blev en framgångsrik skiva för gruppen, vars två tidigare album sålt i relativt liten skala och inte nått under 100-strecket på amerikanska albumlistan Billboard 200. Albumets inledande låt "Career of Evil", vars text skrevs av Patti Smith släpptes som singel från albumet. Det avslutande spåret "Astronomy" tillhör Blue Öyster Cults kändaste låtar och sticker ut med sitt långa pianointro. Låtens text om en person kallad Desdinova som befinner sig på någon slags kosmisk resa bygger på en dikt av Sandy Pearlman. På skivomslaget ses gruppmedlemmarna framför ett gammalt tyskt militärflygplan, Messerschmitt Me 262. På albumet återfinns även en låt med titeln "ME 262" som handlar om en luftstrid mellan ett tyskt plan och brittiska plan under andra världskriget.

## Låtar på albumet
1. "Career of Evil" (Bouchard/Smith) 3:59
2. "Subhuman" (Bloom/Pearlman) 4:37
3. "Dominance and Submission" (Bloom/Bouchard/Pearlman) 5:22
4. "ME 262" (Bloom/Pearlman/Roeser) 4:44
5. "Cagey Cretins" (Bouchard/Meltzer) 3:16
6. "Harvester of Eyes" (Bloom/Meltzer/Roeser) 4:40
7. "Flaming Telepaths" (Bloom/Bouchard/Pearlman/Roeser) 5:18
8. "Astronomy" (Bouchard/Bouchard/Pearlman) 6:27

## Musiker
- Eric Bloom - Sång/Gitarr/Keyboards
- Donald "Buck Dharma" Roeser - Gitarr/Sång
- Allen Lanier - Keyboards/Gitarr/Synthesizer
- Joe Bouchard - Bas/Sång
- Albert Bouchard - Trummor/Sång

## Listplaceringar
- Billboard 200, USA: #53[1]